# Tuborg (bier)
Tuborg is een Deens biermerk. Het bier wordt gebrouwen in Brouwerij Tuborg te Kopenhagen (Hellerup). Het werd voor het eerst gebrouwen als een blonde lager in 1875. In 1880 werd Tuborg Green gelanceerd dat al vrij snel het best verkochte bier in Denemarken werd. In 1996 stopten de brouwactiviteiten in Hellerup en nu wordt Tuborg gebrouwen en gedistribueerd in meer dan 70 landen. Tuborg Gold is heel populair in Denemarken en het zuiden van Zweden. Tuborg Green is vooral populair in Oost-Europa en vooral in Rusland waar het een van de best verkochte buitenlandse “premium”-bieren is.

## Varianten
- Tuborg Green, blonde lager met een alcoholpercentage van 4,6%
- Tuborg Classic, blonde lager met een alcoholpercentage van 4,6%
- Tuborg Gold, blonde lager met een alcoholpercentage van 5,6%
- Tuborg Julebryg, blond kerstbier met een alcoholpercentage van 5,6%
- Tuborg Påskebryg, blond paasbier met een alcoholpercentage van 5,4%
- Tuborg Red, roodbruin bier met een alcoholpercentage van 4,3%
- Tuborg Fine Festival, blond bier met een alcoholpercentage van 7,5%
- Tuborg Super Light, blond alcoholarm bier met een alcoholpercentage van 0,1%
- Tuborg Lime Cut, blond fruitbier met een alcoholpercentage van 4,5%